# Ko Ko
Ko Ko (indicato a volte anche con i titoli Ko-Ko, e Koko) è uno standard jazz Bebop composto da Charlie Parker nel 1945 durante una seduta di registrazione in studio insieme al trombettista Dizzy Gillespie. Nel 2002, la Biblioteca del Congresso degli Stati Uniti ha incluso la prima registrazione effettuata da Parker di Ko Ko al National Recording Registry per la preservazione ai posteri.

## Il brano

### Origine e storia
Nel periodo 1942-44, il divieto imposto dal sindacato nazionale dei musicisti americani, aveva vietato ai musicisti del nascente genere bebop di incidere nuove composizioni. Di conseguenza, Ko Ko viene generalmente considerata essere la prima registrazione di un brano in stile bebop mai effettuata, oltre che il manifesto musicale del nascente genere.
Charlie Parker raccontò di avere accidentalmente "creato" il bebop mentre improvvisava suonando Cherokee, un brano di Ray Noble. Lo suonò così tante volte che alla fine ne aveva la nausea, ma si accorse che impiegando come linea melodica gli intervalli più alti delle armonie e mettendovi sotto armonie nuove, simili, stava suonando qualcosa di "nuovo", una sorta di ritmo musicale insolito che aveva dentro di sé. Ko Ko possiede un'introduzione parzialmente improvvisata e la struttura di base degli accordi basata su quella di Cherokee.
(Charlie Parker)

### Registrazione
Parker incise Ko Ko il 26 novembre 1945 negli studi della Savoy Records a New York. Gli altri musicisti che parteciparono alla seduta di registrazione insieme a Parker furono Dizzy Gillespie sia alla tromba che al pianoforte (sostituito da Argonne Thornton solo su alcuni brani), Curly Russell al contrabbasso e Max Roach alla batteria. Dalla stessa seduta di registrazione che produsse Ko-Ko, scaturirono anche i brani Billie's Bounce, Warming Up a Riff, Now's the Time, Thriving on a Riff, e Meandering.

## Formazione
- Charlie Parker - sax contralto
- Dizzy Gillespie - tromba e pianoforte
- Curley Russell - contrabbasso
- Max Roach - batteria